# Coligny
Coligny és un municipi francès situat al departament de l'Ain i a la regió d'Alvèrnia-Roine-Alps. L'any 2007 tenia 1.147 habitants.

## Demografia

### Població
El 2007 la població de fet de Coligny era de 1.147 persones. Hi havia 472 famílies de les quals 168 eren unipersonals (88 homes vivint sols i 80 dones vivint soles), 164 parelles sense fills, 104 parelles amb fills i 36 famílies monoparentals amb fills.
La població ha evolucionat segons el següent gràfic:
Habitants censats

### Habitatges
El 2007 hi havia 632 habitatges, 494 eren l'habitatge principal de la família, 82 eren segones residències i 56 estaven desocupats. 514 eren cases i 106 eren apartaments. Dels 494 habitatges principals, 343 estaven ocupats pels seus propietaris, 133 estaven llogats i ocupats pels llogaters i 18 estaven cedits a títol gratuït; 9 tenien una cambra, 35 en tenien dues, 97 en tenien tres, 150 en tenien quatre i 203 en tenien cinc o més. 312 habitatges disposaven pel capbaix d'una plaça de pàrquing. A 213 habitatges hi havia un automòbil i a 220 n'hi havia dos o més.

### Piràmide de població
La piràmide de població per edats i sexe el 2009 era:
| Homes | Edats   | Dones |
| ----- | ------- | ----- |
| 0     | 95 o +  | 8     |
| 8     | 90 a 94 | 12    |
| 12    | 85 a 89 | 40    |
| 16    | 80 a 84 | 28    |
| 20    | 75 a 79 | 44    |
| 24    | 70 a 74 | 32    |
| 40    | 65 a 69 | 44    |
| 16    | 60 a 64 | 16    |
| 44    | 55 a 59 | 16    |
| 44    | 50 a 54 | 36    |
| 28    | 45 a 49 | 24    |
| 60    | 40 a 44 | 28    |
| 24    | 35 a 39 | 36    |
| 40    | 30 a 34 | 36    |
| 40    | 25 a 29 | 28    |
| 24    | 20 a 24 | 4     |
| 20    | 15 a 19 | 36    |
| 40    | 10 a 14 | 32    |
| 12    | 5 a 9   | 60    |
| 12    | 0 a 4   | 12    |

## Economia
El 2007 la població en edat de treballar era de 666 persones, 477 eren actives i 189 eren inactives. De les 477 persones actives 441 estaven ocupades (241 homes i 200 dones) i 36 estaven aturades (11 homes i 25 dones). De les 189 persones inactives 102 estaven jubilades, 41 estaven estudiant i 46 estaven classificades com a «altres inactius».

### Ingressos
El 2009 a Coligny hi havia 495 unitats fiscals que integraven 1.100,5 persones, la mediana anual d'ingressos fiscals per persona era de 18.109 €.

### Activitats econòmiques
Dels 66 establiments que hi havia el 2007, 1 era d'una empresa alimentària, 4 d'empreses de fabricació d'altres productes industrials, 9 d'empreses de construcció, 15 d'empreses de comerç i reparació d'automòbils, 4 d'empreses de transport, 4 d'empreses d'hostatgeria i restauració, 3 d'empreses financeres, 1 d'una empresa immobiliària, 2 d'empreses de serveis, 18 d'entitats de l'administració pública i 5 d'empreses classificades com a «altres activitats de serveis».
Dels 20 establiments de servei als particulars que hi havia el 2009, 1 era una gendarmeria, 1 oficina de correu, 3 oficines bancàries, 1 paleta, 1 guixaire pintor, 1 fusteria, 2 lampisteries, 2 electricistes, 3 perruqueries, 4 restaurants i 1 agència immobiliària.
Dels 6 establiments comercials que hi havia el 2009, 2 eren botiges de menys de 120 m², 1 una botiga de menys de 120 m², 1 una fleca, 1 una llibreria i 1 una botiga de material de revestiment de parets i terra.
L'any 2000 a Coligny hi havia 21 explotacions agrícoles que ocupaven un total de 357 hectàrees.

## Equipaments sanitaris i escolars
El 2009 hi havia 1 farmàcia i 1 ambulància.
El 2009 hi havia una escola elemental. Coligny disposava d'un col·legi d'educació secundària amb 310 alumnes.

## Poblacions més properes
El següent diagrama mostra les poblacions més properes.